# British Museum
British Museum i London er et af verdens største og vigtigste museer med samlinger om menneskets historie og kultur. Det blev stiftet i 1753 baseret på videnskabsmanden Sir Hans Sloanes samlinger. Museet åbnede den 15. januar 1759 i Montagu House i Bloomsbury, hvor den nuværende museumsbygning ligger.
British Museum er hjemsted for over syv millioner genstande fra alle kontinenter som illustrerer og dokumenterer menneskehedens historie. Mange af genstandene ligger i arkiver under museet og i lagerbygninger. I 2005 kom der 4,5 mio. gæster.
Formand er Sir John Boyd og direktør er Neil MacGregor. Museet bliver kørt af en uafhængig bestyrelse på 25 medlemmer. Neil MacGregor er ansat af denne bestyrelse og ikke staten.
British Museum tager som de andre hovedmuseer og kunstgallerier i Storbritannien ikke entre og har aldrig gjort det. Der tages dog entre for enkelte midlertidige udstillinger.

## Kontroverser
Det diskuteres om museer må eje genstande fra andre lande og British Museum er et yndet mål for kritik. Parthenonfrisen og “Benin Bronzes” er blandt de mest omstridte genstande og organisationer kræver dem tilbageleveret til deres hjemland, Grækenland og Nigeria.
Det er forbudt ved lov for museets ledelse af sælge ud af samlingerne, men det er den eneste indflydelse den engelske stat har på museets beslutninger, da samlingen tilhører museets "trustees" og ikke den engelske stat. Grækenland har foreslået, at de kan "låne" friserne på ubestemt tid af museets "trustees", men da den græske stat ikke anerkender dem som de retmæssige ejere kan lånet ikke arrangeres.
Museets officielle standpunkt om tilbagelevering, er det er bedst at have genstandende rundt i hele verdenen og se dem i forskellige sammenhæng og samlinger.

### Tyverier
I august 2023 blev en ansat fyret efter genstande som guld, smykker og juveler var blevet stjålet over en længere periode. Metropolitan Police indledte en efterforskning og en uafhængig gennemgang af museet. Nogle af de stjålne genstande var blevet solgt på eBay til langt under deres estimerede værdi. Museet var blevet advaret om tyverierne allerede i 2021 af en dansk kunsthandler. Museets direktør, Hartwig Fischer, annoncerede at han vil træde tilbage fra sin stilling, da museet "ikke havde handlet grundigt og hurtigt som det burde". Antallet af stjålne genstande estimeres til at være omkring 2.000, hvoraf nogle efterfølgende er blevet skaffe tilbage.

## Samlingerne
Højdepunkterne i samlingerne inkluderer:
- Parthenon friserne fra Akropolis i i Athen, også kendt under navnet Elginfriserne
- Portland vasen
- Rosettestenen
- Egyptiske mumier
- Angelsaksiske genstande fra Sutton Hoo graven.
- Lewis skakbrikkerne
- Basalt statuen Hoa Hakananai'a fra Påskeøen
- Stein samlingen fra Centralasien
- Urrummet
- Arbejder af Albrecht Dürer
- Beninbroncer
- Cyruscylinderen og mange andre persiske genstande
- Guldkappen fra Mold (en ceremoniel guldkappe fra bronzealder )
- Ekkoet i læsesalen som Gerard Hoffnung anbefalede

## Trivia
- British Museum kan ses i The Mummy Returns men ikke udefra. Billederne udefra er University College London.

## Gallerier
Museet har gallerier efter numre fordelt på tre etager:
De vigtigste er:
- Egypten: Galleri 4 & 61-65
- Grækenland, Lykien & Romerriget: 11-23 & 69 -73 &77-85
- England og Europa: 36-50
- Asien: 33-34 & 67 & 92-94
- Antikke mellemosten: 6-10 & 51-59 & 88-89
- Etnografiske gallerier : 24-27
- Kongens Gamle bibliotek: 1-2
- Skitser og tryk: 90
- Midlertidige/skiftende udstillinger: 3, 5 & 35
- Laesesalen hvor Karl Marx studerede.

### Joseph E. Hotung galleriet (Asien)
- Segl fra civilisationen ved Indusdalen.
- Kanishka kisten, dateret til 127, med Buddha omgivet af Brahma og Indra.
- Bimaran kisten, Gandhara, 1. århundrede.
- kurvet stenbold fra jernalderen, rum 51 på British Museum